# Concentration 20
Concentration 20 è il terzo album in studio della cantante giapponese Namie Amuro, pubblicato nel 1997.

## Tracce
1. Concentration 20 (make you alright) – 4:07
2. B w/z You – 5:03
3. Close Your Eyes, Close to You – 5:50
4. Me Love Peace!! – 4:29
5. No Communication – 4:14
6. A Walk in the Park – 5:50
7. To-day – 4:41
8. Storm – 3:07
9. Whisper – 5:08
10. Can You Celebrate? – 6:15
11. I Know... – 3:09
12. How to Be a Girl – 4:24